# Wuling Hongguang V
Wuling Hongguang V – samochód osobowo-dostawczy typu kombivan klasy miejskiej produkowany pod chińską marką od Wuling od 2008 roku.

## Historia i opis modelu

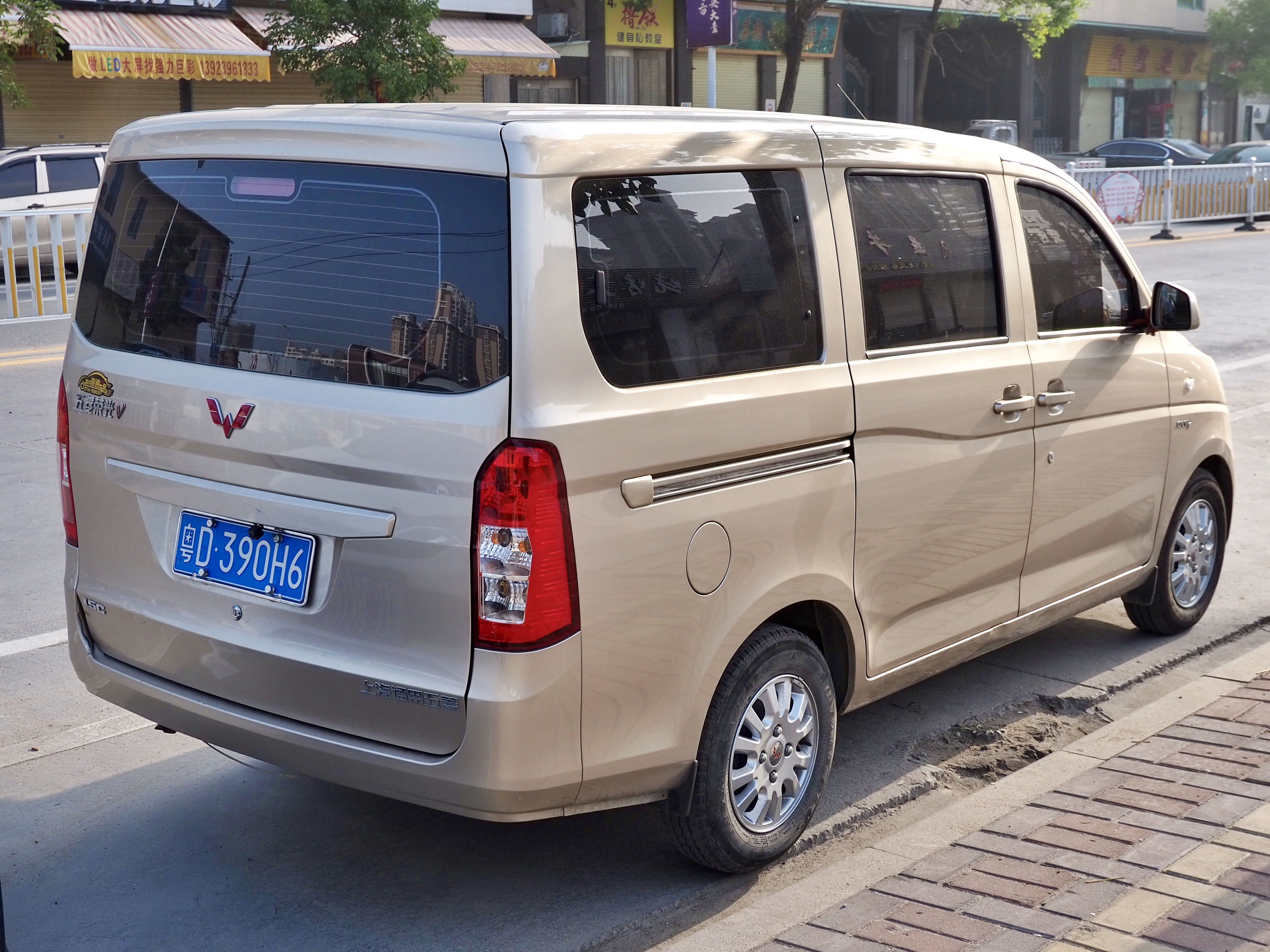
Wuling Hongguang V - tył

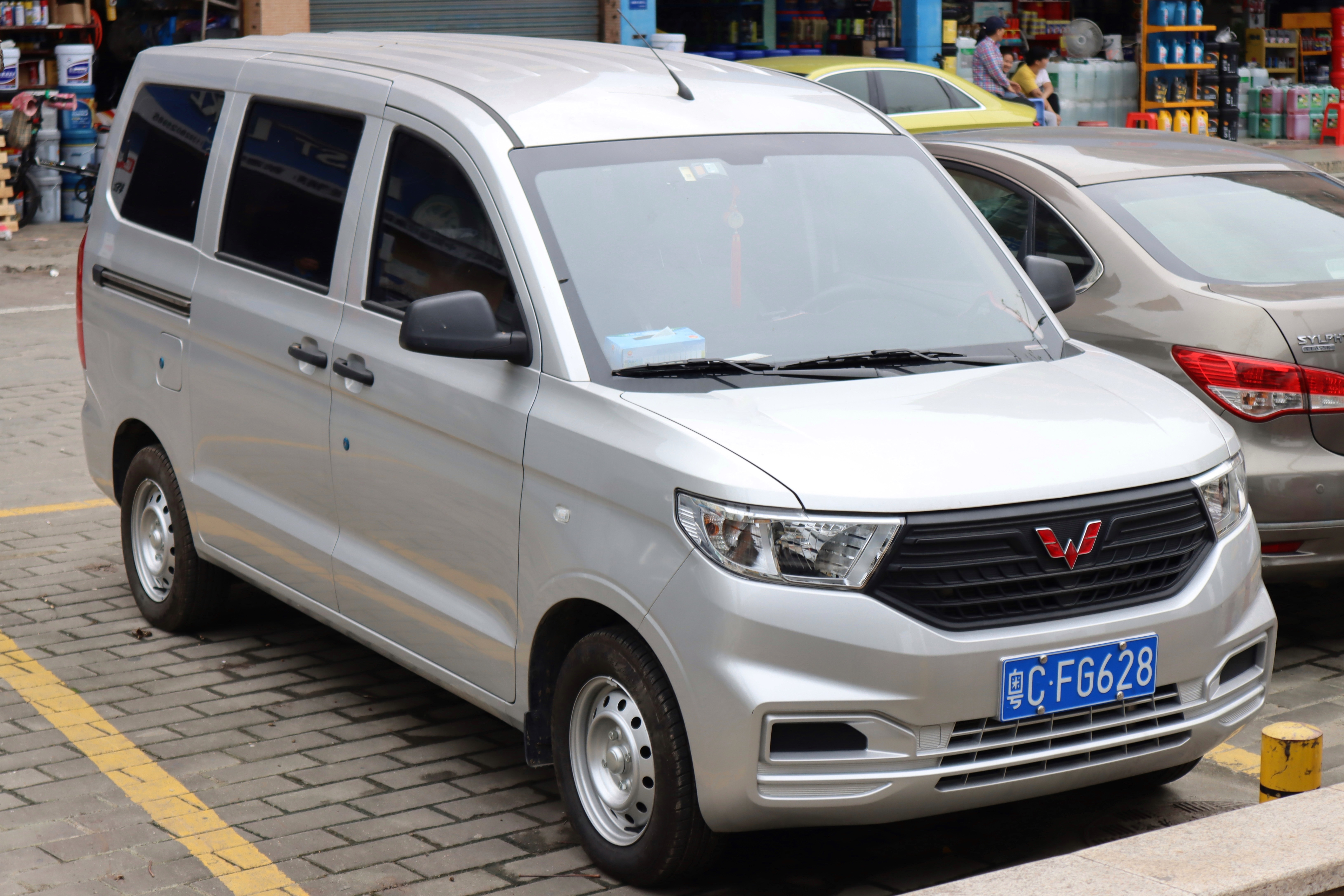
Wuling Hongguang V po liftingu

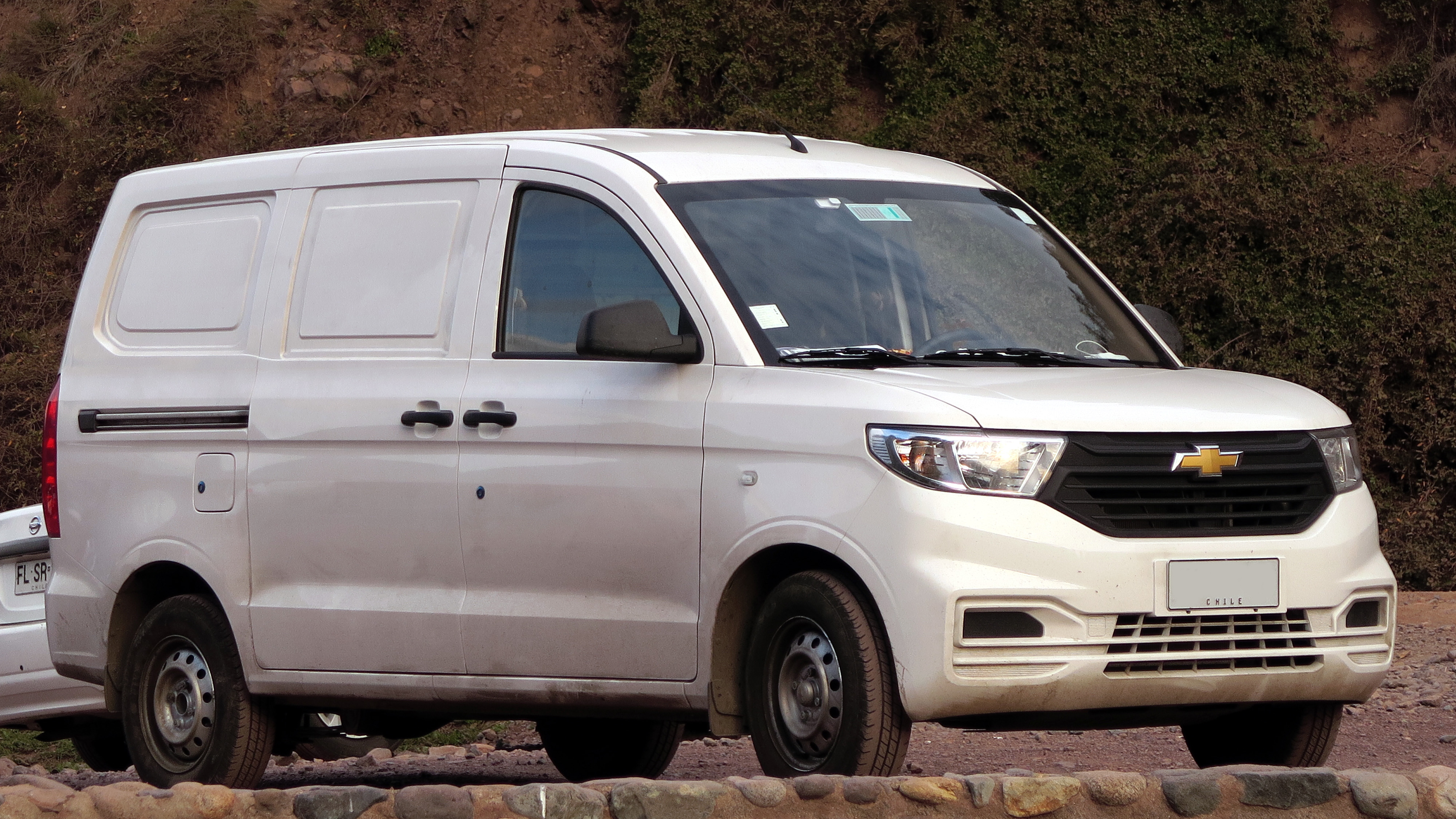
chilijski Chevrolet N400

W 2015 roku Wuling przedstawił nowy model największego w dotychczasowej ofercie samochodu w postaci kompaktowego kombivana Hongguang V. Samochód zyskał duże, wąskie i wysokie nadwozie wyróżniające się kanciastą sylwetką nadwozia, trójątnymi, strzelistymi reflektorami oraz wyraźnie zarysowanymi przetłoczeniami. Ponadto, Hongguang V zyskał odsuwane boczne drzwi i pojedynczą, dużą klapę bagażnika.
Z ceną 42 900 juanów za najtańszy model, co stanowi równowartość ok. 23 600 złotych, Wuling Hongguang V jest jednym z najtańszych nowych samochodów osobowych na świecie.

### Lifting
W marcu 2019 roku Wuling zaprezentował Hongguanga V po gruntownej modernizacji, która przyniosła zupełnie nowy wygląd pasa przedniego z większym, sześciokątnym wlotem powietrza, a także węższymi, prostokątnymi reflektorami i odświeżonym projektem deski rozdzielczej z nową konsolą centralną.

### Sprzedaż
W kwietniu 2020 roku koncern General Motors rozpoczął eksport Wulinga Hongguanga V w wersji po modernizacji do krajów Ameryki Łacińskiej pod marką Chevrolet jako Chevrolet N400, gdzie model oferowany jest m.in. w Chile, Panamie czy Dominikanie. Poczynając od połowy 2021 roku pojazd eksportowany jest także do Meksyku jako Chevrolet Tornado Van.

### Silniki
- R4 1.2l LM2
- R4 1.5l L2B